# Copa Real Federación Española de Fútbol (fase autonómica de Canarias)
La fase autonómica de Canarias de la Copa Real Federación Española de Fútbol, es un campeonato oficial organizado por la Federación Canaria de Fútbol (FCF), bajo el auspicio de la Real Federación Española de Fútbol (RFEF), que enfrenta anualmente a algunos equipos de Canarias.

## Historia
En la temporada 1993-94 se recupera la Copa Real Federación Española de Fútbol. Esta fase se desarrollará a nivel regional y podrán participar, mediante inscripción voluntaria, todos los equipos de la correspondiente federación territorial, de Primera Federación, Segunda Federación y Tercera Federación, de la pasada temporada que no se hayan clasificado bien a la Copa del Rey, o bien a la fase nacional de la Copa Real Federación Española de Fútbol.
El campeón acude a la fase nacional de la Copa Real Federación Española de Fútbol.
En función de lo que marque el Reglamento de Competiciones de Ámbito Estatal para la temporada, cada federación regional tendrá que comunicar, en fecha que determine el Departamento de Competiciones, el nombre del equipo que hubiese adquirido el derecho para 
participar en la Fase Nacional.

## Palmarés
| Temp.   | Campeón                       | Subcampeón                | Resultado             |
| ------- | ----------------------------- | ------------------------- | --------------------- |
| 1993-94 | CD Laguna                     | -                         | -                     |
| 1994-95 | UD Las Palmas Atlético        | -                         | -                     |
| 1995-96 | CD Corralejo                  | -                         | -                     |
| 1996-97 | -                             | -                         | -                     |
| 1997-98 | CD Corralejo                  | -                         | -                     |
| 1998-99 | UD Las Palmas Atlético        | -                         | -                     |
| 1999-00 | UD Las Palmas Atlético        | UD Orotava                | 2-1 3-1               |
| 2000-01 | CD Raqui San Isidro           | UD Las Palmas Atlético    | 1-1 2-0               |
| 2001-02 | SD Tenisca                    | UD Gáldar                 | 2-0 2-1               |
| 2002-03 | CD Raqui San Isidro           | UD Villa de Santa Brígida | 2-1 2-2               |
| 2003-04 | CD Tenerife B                 | CD Valeriana              | 5-1 3-0               |
| 2004-05 | CD Laguna                     | SD Tenisca                | 1-0 2-0               |
| 2005-06 | CD Laguna                     | UD Las Zocas              | 1-1 0-0 (pen)         |
| 2006-07 | CD Tenerife B                 | CD Raqui San Isidro       | 1-1 (pen)             |
| 2007-08 | UD Las Zocas                  | UD Tijarafe               | 1-0 1-2               |
| 2008-09 | CD Laguna                     | CD Tenerife B             | 2-1 2-0               |
| 2009-10 | CD Tenerife B                 | UD Fuerteventura          | 3-3 3-0               |
| 2010-11 | CD Marino                     | CD Mensajero              | 1-1 1-1 (pen)         |
| 2011-12 | CD Tenerife B                 | CD Atlético Granadilla    | 2-1 1-0               |
| 2012-13 | CD Tenerife B                 | -                         | Único equipo inscrito |
| 2013-14 | CD Tenerife B                 | CF Unión Viera            | 0-0 2-1               |
| 2014-15 | CF Unión Viera                | CD Tenerife B             | 2-2 2-1               |
| 2015-16 | UD Villa de Santa Brígida     | CD Tenerife B             | 1-2 2-1 (pen)         |
| 2016-17 | SD Tenisca                    | UD Las Zocas              | 2-0 3-2               |
| 2017-18 | CD Tenerife B                 | UD Villa de Santa Brígida | 1-0 2-2               |
| 2018-19 | CD Tenerife B                 | -                         | Único equipo inscrito |
| 2019-20 | UD Villa de Santa Brígida     | -                         | Único equipo inscrito |
| 2020-21 | -                             | -                         | No se disputó         |
| 2021-22 | SD Tenisca                    | CF Unión Viera            | 3-0 1-2               |
| 2022-23 | CF Panadería Pulido San Mateo | CD Mensajero              | 3-2                   |
| 2023-24 | U. D. Gran Tarajal            | -                         | Único equipo inscrito |
| 2024-25 | C. D. Mensajero               | -                         | Único equipo inscrito |

## Cuadro de campeones
| #  | Equipo                           | Títulos | Ediciones                                                              |
| -- | -------------------------------- | ------- | ---------------------------------------------------------------------- |
| 1  | C. D. Tenerife "B"               | 8       | 2003-04, 2006-07, 2009-10, 2011-12, 2012-13, 2013-14, 2017-18, 2018-19 |
| 2  | C. D. Laguna                     | 4       | 1993-94, 2004-05, 2005-06, 2008-09                                     |
| 3  | U. D. Las Palmas Atlético        | 3       | 1994-95, 1998-99, 1999-00                                              |
| 4  | S. D. Tenisca                    | 3       | 2001-02, 2016-17, 2021-22                                              |
| 5  | C. D. Corralejo                  | 2       | 1995-96, 1997-98                                                       |
| 6  | C. D. Raqui San Isidro           | 2       | 2000-01, 2002-03                                                       |
| 7  | U. D. Villa de Santa Brígida     | 2       | 2015-16, 2019-20                                                       |
| 8  | U. D. Las Zocas                  | 1       | 2007-08                                                                |
| 9  | C. D. Marino                     | 1       | 2010-11                                                                |
| 10 | C. F. Unión Viera                | 1       | 2014-15                                                                |
| 11 | C. F. Panadería Pulido San Mateo | 1       | 2022-23                                                                |
| 12 | U. D. Gran Tarajal               | 1       | 2023-24                                                                |
| 13 | C. D. Mensajero                  | 1       | 2024-25                                                                |